# Ablanedo (Salas)
Ablanedo (en asturiano y oficialmente Ablanéu) un lugar de la parroquia de La Espina en el concejo asturiano de Salas, en España. 
Se sitúa en el noroeste del concejo, sobre el valle del río Brañalonga, y al sur del lugar de Las Rubias a una altitud de 560 m. Dista 15 km de la villa de Salas, capital del concejo. Es accesible por muchas pistas desde la N-634. 
Su población empadronada era de 27 habitantes en 2009 (INE).